# Blang Rikui
Blang Rikui is een bestuurslaag in het regentschap Pidie van de provincie Atjeh, Indonesië. Blang Rikui telt 247 inwoners (volkstelling 2010).